# Агне Симонсон
Агне Симонсон (енгл. Agne Simonsson; Гетеборг, 19. октобар 1935 — Гетеборг, 22. септембар 2020) био је шведски фудбалер. Награђен је 1959. године шведском златном медаљом.

## Kаријера
Каријеру је започео 1959. године у Оргриту. Следеће године је играо у Реал Мадриду. Године 1961. позајмљен је Реал Сосиједаду.

## Репрезентативна каријера
Симонсон је за репрезентацију Шведске играо између 1957. и 1967. године постигавши двадесет и седам голова, док је на Светском првенству у фудбалу 1958. године, постигао четири гола. Шведска је изгубила у финалу Светског првенства од Бразила са 5—2. Један гол за Шведску у том финалу је дао Симонсон.